# ألمانيا في الألعاب البارالمبية الصيفية 2024
نافست ألمانيا في دورة الألعاب البارالمبية الصيفية 2024 في باريس، فرنسا، في الفترة من 28 أغسطس إلى 8 سبتمبر.

## الحائزون على الميداليات
| الميدالية | الاسم | الرياضة                        | الحدث                                     | التاريخ  |
| --------- | --- | ------------------------------ | ----------------------------------------- | -------- |
| ذهبية     | تانيا شولز | السباحة                        | 150 متر رباعي فردي سيدات SM4              | 1 سبتمبر |
| ذهبية     | جوسيا توبف | السباحة                        | 150 متر رباعي فردي رجال SM3               | 1 سبتمبر |
| ذهبية     | ناتاشا هيلتروب | الرماية                        | R8 – سيدات 50 متر بندقية 3 أوضاع SH1      | 3 سبتمبر |
| ذهبية     | موريس شميدت | المبارزة على الكراسي المتحركة  | سيف رجال أ                                | 3 سبتمبر |
| ذهبية     | مايك هاوسبرغر | الدراجات                       | سباق الوقت فردي سيدات C1–2–3              | 4 سبتمبر |
| ذهبية     | ماركوس ريهم | ألعاب القوى                    | وثب طويل رجال T64                         | 4 سبتمبر |
| ذهبية     | ناتاشا هيلتروب | الرماية                        | R6 – مختلط 50 متر بندقية وضع الانبطاح SH1 | 5 سبتمبر |
| ذهبية     | تاليسو إنجل | السباحة                        | 100 متر صدر رجال SB13                     | 5 سبتمبر |
| ذهبية     | إلينا كراوزو | السباحة                        | 100 متر صدر سيدات SB12                    | 5 سبتمبر |
| ذهبية     | ساندرا ميكولاشيك | تنس الطاولة                    | فردي سيدات – فئة 4                        | 7 سبتمبر |
| فضية      | ستيفاني غريبي جوليان وولف | تنس الطاولة                    | زوجي سيدات WD14                           | 30 أغسطس |
| فضية      | فالنتين باوس توماس شميدبرغر | تنس الطاولة                    | زوجي رجال MD8                             | 31 أغسطس |
| فضية      | ماكس جيلهار | باراثرياثلون                   | رجال PTS3                                 | 2 سبتمبر |
| فضية      | نيكو كابل | ألعاب القوى                    | دفع ثقل رجال F41                          | 2 سبتمبر |
| فضية      | جوسيا توبف | السباحة                        | 50 متر ظهر رجال S3                        | 2 سبتمبر |
| فضية      | مايكل توبر | الدراجات                       | سباق الوقت رجال C1                        | 4 سبتمبر |
| فضية      | ريجين ميسبلكامب | الفروسية                       | اختبار البطولة الفردي درجة V              | 4 سبتمبر |
| فضية      | نيلي موس | ألعاب القوى                    | وثب طويل سيدات T38                        | 5 سبتمبر |
| فضية      | توماس شميدبرغر | تنس الطاولة                    | فردي رجال – فئة 3                         | 5 سبتمبر |
| فضية      | يوهانس فلورز | ألعاب القوى                    | 400 متر رجال T62                          | 6 سبتمبر |
| فضية      | تانيا شولز | السباحة                        | 50 متر حرة سيدات S4                       | 6 سبتمبر |
| فضية      | آنا-لينا نيهوس | الفروسية                       | اختبار فردي حر درجة IV                    | 7 سبتمبر |
| فضية      | ريجين ميسبلكامب | الفروسية                       | اختبار فردي حر درجة V                     | 7 سبتمبر |
| فضية      | جينا بوتشر | السباحة                        | 50 متر ظهر سيدات S4                       | 7 سبتمبر |
| برونزية   | موريس فيتيكام | السباحة                        | 100 متر صدر رجال SB9                      | 30 أغسطس |
| برونزية   | مايك هاوسبرغر | الدراجات                       | سباق الوقت فردي سيدات C1–3                | 31 أغسطس |
| برونزية   | ميرا جين ماك | السباحة                        | 100 متر ظهر سيدات S8                      | 31 أغسطس |
| برونزية   | يان هيلميخ هيرمين كرومباين | التجديف                        | PR3 مزدوج مختلط مزدوج المجذاف             | 1 سبتمبر |
| برونزية   | توماس أولبريشت | الدراجات                       | سباق الوقت فردي رجال ب                    | 1 سبتمبر |
| برونزية   | توماس فاندشنيدر | البادمنتون                     | فردي رجال WH1                             | 2 سبتمبر |
| برونزية   | أنيا رينر | الباراثرياثلون                 | سيدات PTVI                                | 2 سبتمبر |
| برونزية   | مارتن شولز | الباراثرياثلون                 | رجال PTS5                                 | 2 سبتمبر |
| برونزية   | فيليكس سترينغ | ألعاب القوى                    | 100 متر رجال T64                          | 2 سبتمبر |
| برونزية   | إيرمغارد بينسوسان | ألعاب القوى                    | 200 متر سيدات T64                         | 3 سبتمبر |
| برونزية   | أنيكا زايين-جايلز | الدراجات                       | سباق الوقت فردي سيدات H1–3                | 4 سبتمبر |
| برونزية   | آنا-لينا نيهوس | الفروسية                       | اختبار البطولة الفردي درجة IV             | 4 سبتمبر |
| برونزية   | ماتياس شندلر | الدراجات                       | سباق الوقت فردي رجال C3                   | 4 سبتمبر |
| برونزية   | أنيكا زاين-جايلز | الدراجات                       | سباق الطريق سيدات H1–2–3–4                | 5 سبتمبر |
| برونزية   | كاترين مولر-روتكاردت | ألعاب القوى                    | 100 متر سيدات T12                         | 5 سبتمبر |
| برونزية   | جوليان وولف | تنس الطاولة                    | فردي سيدات – فئة 8                        | 6 سبتمبر |
| برونزية   | لينارت ساس | الجودو                         | 73 كجم رجال J1                            | 6 سبتمبر |
| برونزية   | آنا-لينا نيهوس ريجين ميسبلكامب هايديماري دريسينغ | الفروسية                       | الفريق                                    | 6 سبتمبر |
| برونزية   | جوسيا توبف | السباحة                        | 50 متر حر رجال S3                         | 6 سبتمبر |
| برونزية   | هايديماري دريسينغ | الفروسية                       | اختبار فردي حر درجة II                    | 7 سبتمبر |
| برونزية   | منتخب ألمانيا لكرة السلة على الكراسي المتحركة للرجال- نيكو دريمولر - ماتياس جونتر - توبياس هيل - لوكاس غلوسنر - يان هالر - يان سادلر - ينس-إيكي ألبريشت - توماس بوهم - ألياكساندر هالوسكي - ألكسندر بودي - توماس راير - جوليان لاميرينغ | كرة السلة على الكراسي المتحركة | بطولة الرجال                              | 7 سبتمبر |
| برونزية   | ليندي آفي | ألعاب القوى                    | 400 متر سيدات T38                         | 7 سبتمبر |
| برونزية   | إدينا مولر | الباراكانويينغ                 | سيدات KL1                                 | 8 سبتمبر |
| برونزية   | أنيا أدلر | الباراكانويينغ                 | سيدات KL2                                 | 8 سبتمبر |
| برونزية   | فيليسيا لابيرر | الباراكانويينغ                 | سيدات KL3                                 | 8 سبتمبر |

## المتنافسون
فيما يلي قائمة بأعداد المتنافسين في الألعاب.
| الرياضة                        | الرجال | السيدات | المجموع |
| ------------------------------ | ------ | ------- | ------- |
| النبالة                        | 0      | 1       | 1       |
| ألعاب القوى                    | 10     | 16      | 26      |
| الريشة الطائرة                 | 3      | 0       | 3       |
| بوتشيا                         | 1      | 1       | 2       |
| ركوب الدراجات                  | 5      | 4       | 9       |
| الفروسية                       | 0      | 4       | 4       |
| الجودو                         | 3      | 3       | 6       |
| الكانو                         | 0      | 3       | 3       |
| الترياثلون                     | 2      | 3       | 5       |
| التجديف                        | 4      | 3       | 7       |
| الرماية                        | 4      | 1       | 5       |
| الكرة الطائرة بوضعية الجلوس    | 12     | 0       | 12      |
| السباحة                        | 5      | 7       | 12      |
| تنس الطاولة                    | 5      | 4       | 9       |
| كرة السلة على الكراسي المتحركة | 12     | 12      | 24      |
| المبارزة                       | 1      | 0       | 1       |
| الرجبي على الكراسي المتحركة    | 10     | 2       | 12      |
| كرة المضرب                     | 0      | 1       | 1       |
| المجموع                        | 77     | 65      | 142     |

## النبالة
شاركت ألمانيا بلاعبة رماية واحدة في الألعاب بفضل نتيجتها في بطولة أوروبا 2023 في روتردام بهولندا.
| الرياضية   | الحدث                    | جولة التصنيف | جولة التصنيف | دور 32                   | دور 16                         | ربع النهائي    | نصف النهائي    | النهائيات      | النهائيات |
| الرياضية   | الحدث                    | النقاط       | البذرة       | المنافس النقاط           | المنافس النقاط                 | المنافس النقاط | المنافس النقاط | المنافس النقاط | الترتيب   |
| ---------- | ------------------------ | ------------ | ------------ | ------------------------ | ------------------------------ | -------------- | -------------- | -------------- | --------- |
| فلورا كليم | الفردي إناث القوس المركب | 578          | 11           | كامبوس (بيرو) · فازت 6–2 | لافرينتش (سلوفينيا) · خسرت 4–6 | لم تتأهل       | لم تتأهل       | لم تتأهل       | لم تتأهل  |

## ألعاب القوى
حقق رياضيو المضمار والميدان الألمان أماكن الحصص للأحداث التالية بناءً على نتائجهم في بطولة العالم 2023، أو بطولة العالم 2024، أو من خلال تخصيص الأداء العالي، طالما أنهم يستوفون معيار الدخول الأدنى (MES).
- ملاحظة – التصنيفات المذكورة لسباقات المضمار تخص كل مجموعة فقط
- Q = تأهل إلى الجولة التالية
- q = تأهل إلى الجولة التالية كأحد أصحاب أفضل الأزمنة أو، في مسابقات الميدان، بالمركز دون تحقيق الرقم المؤهل
- DQ = تم استبعاده
- PR = رقم بارالمبي
- AR = رقم قاري
- NR = رقم وطني
- SB = أفضل أداء في الموسم
- N/A = جولة غير مطبقة لهذا الحدث
- Bye = لم يُطلب من الرياضي المشاركة في هذه الجولة

سباقات المضمار والطرق
الرجال
| اللاعب        | الحدث      | التصفيات | التصفيات | نصف النهائي | نصف النهائي | النهائي  | النهائي  |
| اللاعب        | الحدث      | النتيجة  | الترتيب  | النتيجة     | الترتيب     | النتيجة  | الترتيب  |
| ------------- | ---------- | -------- | -------- | ----------- | ----------- | -------- | -------- |
| مارسل بوتجر   | 100 مترT11 | 11.34    | 2 ت      | 11.36       | 3           | لم يتأهل | لم يتأهل |
| ماكس مارزيلير | 100 مترT13 | 11.46    | 5        | —           | لم يتأهل    | لم يتأهل |          |
| فيل جرولا     | 100 مترT47 | 10.94    | 6        | —           | لم يتأهل    | لم يتأهل |          |
| ليون شيفر     | 100 مترT63 | 12.11    | 1 ت      | —           | 12.12       | 4        |          |
| يوهانس فلورز  | 100 مترT64 | 10.92    | 2 ت      | —           | 10.85       | 4        |          |
| فيليكس سترينغ | 100 مترT64 | 10.79    | 2 ت      | —           | 10.77       | برونزية  |          |
| فيليكس سترينغ | 200 مترT64 | 22.31    | 2 ت      | —           | DQ          | DQ       |          |
| ماكس مارزيلير | 400 مترT13 | —        | 50.49    | 6           |             |          |          |
| يوهانس فلورز  | 400 مترT62 | —        | 46.90 SB | فضية        |             |          |          |

سباقات المضمار والطرق
السيدات
| اللاعبة              | الحدث              | التصفيات | التصفيات | نصف النهائي | نصف النهائي | النهائي   | النهائي  |
| اللاعبة              | الحدث              | النتيجة  | الترتيب  | النتيجة     | الترتيب     | النتيجة   | الترتيب  |
| -------------------- | ------------------ | -------- | -------- | ----------- | ----------- | --------- | -------- |
| كاترين مولر-روتكاردت | 100 مترT12         | 12.32 SB | 1 ت      | 12.26 SB    | 1 ت         | 12.26 =SB | برونزية  |
| إيزابيل فوردر        | 100 مترT35         | —        | 16.36    | 8           |             |           |          |
| نيكول نيكوليتسيك     | 100 مترT36         | 11.95    | 6        | —           | لم تتأهل    | لم تتأهل  |          |
| لورا بوربولا         | 100 مترT37         | 15.33 SB | 6        | —           | لم تتأهل    | لم تتأهل  |          |
| ليندي آفي            | 100 مترT38         | 13.08 SB | 5        | —           | لم تتأهل    | لم تتأهل  |          |
| فريدريكه بروز        | 100 مترT38         | 13.80    | 8        | —           | لم تتأهل    | لم تتأهل  |          |
| نيلي موس             | 100 مترT38         | 13.38 PB | 7        | —           | لم تتأهل    | لم تتأهل  |          |
| يولي روس             | 100 مترT47         | 12.72 PB | 5        | —           | لم تتأهل    | لم تتأهل  |          |
| كيم ماري فاسكي       | 100 مترT47         | 13.22    | 8        | —           | لم تتأهل    | لم تتأهل  |          |
| إيرمغارد بنسوان      | 100 مترT64         | 13.20    | 3 ت      | —           | 13.31       | 8         |          |
| كاترين مولر-روتكاردت | 200 مترT12         | 25.20 SB | 1 ت      | 25.15 SB    | 2           | لم تتأهل  | لم تتأهل |
| إيزابيل فوردر        | 200 مترT35         | —        | 34.39    | 7           |             |           |          |
| نيكول نيكوليتسيك     | 200 مترT36         | 30.88    | 4 ت      | —           | 31.72       | 8         |          |
| يولي روس             | 200 مترT47         | 25.93 PB | 4        | —           | لم تتأهل    | لم تتأهل  |          |
| كيم ماري فاسكي       | 200 مترT47         | 27.17 PB | 4        | —           | لم تتأهل    | لم تتأهل  |          |
| إيرمغارد بنسوان      | 200 مترT64         | 27.40    | 2 ت      | —           | 26.77 SB    | برونزية   |          |
| ليندي آفي            | 400 مترT38         | 1:01.58  | 3 ت      | —           | 1:00.37 SB  | برونزية   |          |
| نيلي موس             | 400 مترT38         | 1:01.56  | 4 ت      | —           | 1:00.91 PB  | 7         |          |
| يولي روس             | 400 مترT47         | 1:01.08  | 4 ت      | —           | 59.47       | 8         |          |
| ميرل مينجي           | 800 مترT54         | 1:52.83  | 6        | —           | لم تتأهل    | لم تتأهل  |          |
| ميرل مينجي           | 1500 مترT54        | 3:21.86  | 6        | —           | لم تتأهل    | لم تتأهل  |          |
| ميرل مينجي           | 5000 متر سيدات T54 | 12:44.17 | 2 ت      | —           | 11:49.97    | 7         |          |
| ميرل مينجي           | ماراثون T54        | —        | 1:55:54  | 9           |             |           |          |

الأحداث الميدانية
الرجال
| اللاعب        | الحدث         | النهائي | النهائي |
| اللاعب        | الحدث         | المسافة | الترتيب |
| ------------- | ------------- | ------- | ------- |
| أندرياس فالسر | وثب طويل T12  | 6.73 SB | 6       |
| ليون شيفر     | وثب طويل T63  | 6.93    | 4       |
| نوح بودليير   | وثب طويل T64  | 6.98    | 6       |
| ماركوس ريم    | وثب طويل T64  | 8.13    | الأول   |
| يانيس فيشر    | رمي الجلة F40 | 10.56   | 6       |
| نيكو كابل     | رمي الجلة F41 | 13.74   | الثاني  |

السيدات
| اللاعبة             | الحدث         | النهائي  | النهائي |
| اللاعبة             | الحدث         | المسافة  | الترتيب |
| ------------------- | ------------- | -------- | ------- |
| كاترين مولر-روتغارت | وثب طويل T12  | 4.91     | 5       |
| لورا بوربولا        | وثب طويل T37  | 3.95     | 7       |
| فريديريكه بروز      | وثب طويل T38  | 4.35     | 9       |
| نيله موس            | وثب طويل T38  | 5.13 PB  | الثاني  |
| جول روس             | وثب طويل T47  | 4.84     | 11      |
| شارلين كوشي         | رمي الجلة F34 | 7.22     | 6       |
| كيم ماري فاسكي      | رمي الجلة F46 | 9.04     | 15      |
| ليزا مارتن واغنر    | رمي الجلة F64 | 10.56 PB | 7       |
| فرانسيس هيرمان      | رمي الرمح F34 | 17.18    | 5       |
| ليز بيترسن          | رمي الرمح F46 | 36.62    | 8       |
| مارتينا ويلينغ      | رمي الرمح F56 | 18.96    | 6       |

## الريشة الطائرة
تأهلت ألمانيا بثلاثة لاعبين في البارادمنتون للمشاركة في الأحداث التالية، وذلك من خلال إصدار تصنيف سباق البارالمبياد إلى باريس الذي أصدره الاتحاد الدولي للريشة الطائرة.
| الرياضي                          | الحدث           | دور المجموعات                                | دور المجموعات                                           | دور المجموعات                                          | دور المجموعات | ربع النهائي     | نصف النهائي                         | النهائي / BM                                   | النهائي / BM |
| الرياضي                          | الحدث           | المنافس النتيجة                              | المنافس النتيجة                                         | المنافس النتيجة                                        | الترتيب       | المنافس النتيجة | المنافس النتيجة                     | المنافس النتيجة                                | الترتيب      |
| -------------------------------- | --------------- | -------------------------------------------- | ------------------------------------------------------- | ------------------------------------------------------ | ------------- | --------------- | ----------------------------------- | ---------------------------------------------- | ------------ |
| توماس فاندشنيدر                  | فردي رجال WH1   | توبه (فرنسا) · فاز 2–0 (21–12، 21–17)        | يانغ (الصين) · فاز 2–1 (24–22، 12–21، 21–16)            | —                                                      | 1 تأهل        | تقدم تلقائي     | تشو (الصين) · خسر 0–2 (1–21، 10–21) | جونغ (كوريا الجنوبية) · فاز 2–0 (26–24، 21–11) | الثالث       |
| ريك كورنل هيلمان                 | فردي رجال WH2   | ماي (الصين) · خسر 1–2 (19–21، 21–9، 17–21)   | يو (كوريا الجنوبية) · خسر 1–2 (21–19، 17–21، 7–21)      | —                                                      | 3             | —               | لم يتأهل                            | لم يتأهل                                       | لم يتأهل     |
| مارسيل آدم                       | فردي رجال SL4   | نانا (نيجيريا) · خسر 0–2 (12–21، 15–21)      | ستيانووان (إندونيسيا) · خسر 0–2 (4–21، 15–21)           | —                                                      | 3             | —               | لم يتأهل                            | لم يتأهل                                       | لم يتأهل     |
| ريك كورنل هيلمان توماس فاندشنيدر | زوجي رجال WH1–2 | ماي / · تشو (الصين) · خسر 0–2 (11–21، 17–21) | كاجيوارا / · موراياما (اليابان) · خسر 0–2 (15–21، 5–21) | بن نورلان / · راملي (ماليزيا) · خسر 0–2 (19–21، 17–21) | 4             | —               | لم يتأهل                            | لم يتأهل                                       | لم يتأهل     |

## بوتشيا
تأهل بوريس نيكولاي وأنيتا راجواران للمنافسة.
| الرياضي         | الحدث            | دور المجموعات                | دور المجموعات               | دور المجموعات               | دور المجموعات | ربع النهائي     | نصف النهائي     | النهائي         | الترتيب |
| الرياضي         | الحدث            | المنافس النتيجة              | المنافس النتيجة             | المنافس النتيجة             | الترتيب       | المنافس النتيجة | المنافس النتيجة | المنافس النتيجة | الترتيب |
| --------------- | ---------------- | ---------------------------- | --------------------------- | --------------------------- | ------------- | --------------- | --------------- | --------------- | ------- |
| بوريس نيكولاي   | الفردي رجال BC4  | غريزاليس (كولومبيا) · خ 0–11 | لاربيين (تايلاند) · خ 4–5   | علام (مصر) · ف 6–2          | 3             | لم يتأهل        | لم يتأهل        | لم يتأهل        | 10      |
| أنيتا راغوفاران | الفردي سيدات BC4 | سابو (المجر) · خ 0–6         | أوليفيرا (البرتغال) · ف 7–2 | تيكسييرا (البرازيل) · خ 2–4 | 4             | لم تتأهل        | لم تتأهل        | لم تتأهل        | 13      |

## ركوب الدراجات
سجلت ألمانيا اثنين من متسابقي الدراجات ذوي الاحتياجات الخاصة (واحد من كل جنس) بعد أن احتلت المركز الأول بين الدول المؤهلة في تصنيف تخصيص الاتحاد الدولي للدراجات لعام 2022.
الطريق للرجال
| الرياضي          | الحدث              | الزمن    | الترتيب |
| ---------------- | ------------------ | -------- | ------- |
| ماكسيميليان ييغر | سباق الطريق T1–2   | 1:17:09  | 4       |
| ماكسيميليان ييغر | سباق الزمن T1–2    | 25:15.36 | 8       |
| ماتياس شيندلر    | سباق الطريق C1–2–3 | 1:50:42  | 11      |
| ماتياس شيندلر    | سباق الزمن C3      | 39:21.35 | الثالث  |
| بيير سينسكا      | سباق الطريق C1–2–3 | DNF      | DNF     |
| بيير سينسكا      | سباق الزمن C1      | 21:58.34 | 4       |
| مايكل تويبر      | سباق الطريق C1–2–3 | 1:58:07  | 19      |
| مايكل تويبر      | سباق الزمن C1      | 21:18.14 | الثاني  |

الطريق للسيدات
| الرياضية         | الحدث                | الزمن    | الترتيب |
| ---------------- | -------------------- | -------- | ------- |
| أندريا إسكواو    | سباق الطريق H5       | 1:52:47  | 4       |
| أندريا إسكواو    | سباق الزمن H4–5      | 26:35.88 | 6       |
| مايك هاوسبيرغر   | سباق الطريق C1–2–3   | 1:45:14  | 9       |
| مايك هاوسبيرغر   | سباق الزمن C1–2–3    | 21:30.45 | الأول   |
| يانا مايونكه     | سباق الطريق T1–2     | 1:00:24  | 4       |
| يانا مايونكه     | سباق الزمن T1–2      | 29:40.76 | 5       |
| أنيكا تساين-جيلز | سباق الطريق H1–2–3–4 | 56:15    | الثالث  |
| أنيكا تساين-جيلز | سباق الزمن H1–2–3    | 25:30.84 | الثالث  |

المضمار للرجال
| الرياضي                              | الحدث               | التصفيات | التصفيات | النهائي                              | النهائي  |
| الرياضي                              | الحدث               | الزمن    | الترتيب  | المنافس الزمن                        | الترتيب  |
| ------------------------------------ | ------------------- | -------- | -------- | ------------------------------------ | -------- |
| بيير سينسكا                          | سباق الزمن C1–2–3   | 1:11.449 | 10       | لم يتأهل                             | لم يتأهل |
| بيير سينسكا                          | المطاردة الفردية C1 | 3:45.973 | 4 QB     | تين أرجيليس (إسبانيا) · خسر 3:50.973 | 4        |
| توماس أولبريشت بقيادة روبرت فورستمان | سباق الزمن ب        | 59.480   | 1 تأهل   | 59.862                               | الثالث   |
| توماس أولبريشت بقيادة روبرت فورستمان | المطاردة الفردية ب  | 5:21.994 | 11       | لم يتأهل                             | لم يتأهل |

المضمار للسيدات
| الرياضية       | الحدث                   | التصفيات | التصفيات | النهائي                         | النهائي |
| الرياضية       | الحدث                   | الزمن    | الترتيب  | المنافس الزمن                   | الترتيب |
| -------------- | ----------------------- | -------- | -------- | ------------------------------- | ------- |
| مايك هاوسبيرغر | سباق الزمن C1–2–3       | 38.462   | 3 تأهل   | 38.358                          | الثالث  |
| مايك هاوسبيرغر | المطاردة الفردية C1–2–3 | 3:49.444 | 3 QB     | ريغلينغ (سويسرا) · خسر 3:50.985 | 4       |

## الفروسية
شاركت ألمانيا بفريق كامل من أربعة متسابقين من ذوي الاحتياجات الخاصة في مسابقة الفروسية البارالمبية بعد احتلالها المركز السابع بين الدول في بطولة العالم للاتحاد الدولي للفروسية 2022 في هرنينغ بالدنمارك.
الفردية
| الرياضية          | الحصان           | الحدث                             | الإجمالي | الإجمالي |
| الرياضية          | الحصان           | الحدث                             | النقاط   | الترتيب  |
| ----------------- | ---------------- | --------------------------------- | -------- | -------- |
| إيزابيل نوفاك     | سيراكوزا القديمة | اختبار البطولة الفردي – الدرجة V  | 71.282 % | 4        |
| إيزابيل نوفاك     | سيراكوزا القديمة | الاختبار الحر الفردي – الدرجة V   | 73.540 % | 4        |
| آنا لينا نيهويس   | كويمبايا 6       | اختبار البطولة الفردي – الدرجة IV | 75.222 % | الثالث   |
| آنا لينا نيهويس   | كويمبايا 6       | الاختبار الحر الفردي – الدرجة IV  | 80.900 % | الثاني   |
| ريجين ميسبلكامب   | هايلاندر ديلايتس | اختبار البطولة الفردي – الدرجة V  | 73.231 % | الثاني   |
| ريجين ميسبلكامب   | هايلاندر ديلايتس | الاختبار الحر الفردي – الدرجة V   | 79.550 % | الثاني   |
| هايدماريا دريسينغ | دولوب            | اختبار البطولة الفردي – الدرجة II | 73.103 % | 4        |
| هايدماريا دريسينغ | دولوب            | الاختبار الحر الفردي – الدرجة II  | 76.127 % | الثالث   |

الفريق
| الرياضية          | الحصان     | الحدث | النقاط الفردية | الإجمالي  | الإجمالي |
| الرياضية          | الحصان     | الحدث | TT             | النقاط    | الترتيب  |
| ----------------- | ---------- | ----- | -------------- | --------- | -------- |
| آنا لينا نيهويس   | انظر أعلاه | الفرق | 75.351 %       | 223.751 % | الثالث   |
| ريجين ميسبلكامب   | انظر أعلاه | الفرق | 75.500 %       | 223.751 % | الثالث   |
| هايدماريا دريسينغ | انظر أعلاه | الفرق | 72.900 %       | 223.751 % | الثالث   |

## الجودو
رامونا بروسيج، دانيال رافائيل جورال، نيكولاي كورنهاس، تابيا مولر، لينارت ساس و إيزابيل ثال تأهلوا للمنافسة.
الرجال
| الرياضي              | الحدث         | دور الـ16                       | ربع النهائي                      | نصف النهائي                 | جولة الترضية 1          | جولة الترضية 2                 | النهائي/ مباراة البرونزية | النهائي/ مباراة البرونزية |
| الرياضي              | الحدث         | المنافس النتيجة                 | المنافس النتيجة                  | المنافس النتيجة             | المنافس النتيجة         | المنافس النتيجة                | المنافس النتيجة           | الترتيب                   |
| -------------------- | ------------- | ------------------------------- | -------------------------------- | --------------------------- | ----------------------- | ------------------------------ | ------------------------- | ------------------------- |
| لينارت ساس           | تحت 73 كجم J1 | تقدم تلقائي                     | إيافا (البرتغال) · فاز 10–0      | شامي (كازاخستان) · خسر 1–10 | —                       | ماميدوف (أوزبكستان) · فاز 10–0 | الثالث                    |                           |
| نيكولاي كورناس       | تحت 73 كجم J2 | كورانباف (أوزبكستان) · خسر 0–10 | لم يتأهل                         | لم يتأهل                    | بيتي (فرنسا) · خسر 0–10 | لم يتأهل                       | لم يتأهل                  | 9                         |
| دانيال رافائيل غورال | تحت 90 كجم J2 | تقدم تلقائي                     | كاروماتوف (أوزبكستان) · خسر 0–11 | لم يتأهل                    | —                       | كانيتزارو (إيطاليا) · خسر 1–10 | لم يتأهل                  | 7                         |

السيدات
| الرياضية      | الحدث         | دور الـ16                    | ربع النهائي                 | نصف النهائي     | جولة الترضية 1  | جولة الترضية 2                 | النهائي/ مباراة البرونزية | النهائي/ مباراة البرونزية |
| الرياضية      | الحدث         | المنافس النتيجة              | المنافس النتيجة             | المنافس النتيجة | المنافس النتيجة | المنافس النتيجة                | المنافس النتيجة           | الترتيب                   |
| ------------- | ------------- | ---------------------------- | --------------------------- | --------------- | --------------- | ------------------------------ | ------------------------- | ------------------------- |
| تابيا مولر    | تحت 48 كجم J1 | —                            | تاشين (تركيا) · خسر 0–10    | لم تتأهل        | —               | ليديسما (الأرجنتين) · خسر 0–11 | لم تتأهل                  | 7                         |
| إيزابيل تال   | تحت 48 كجم J2 | —                            | مارتينيه (فرنسا) · خسر 0–11 | لم تتأهل        | —               | بروسيغ (سويسرا) · فازت 10–0    | إيكي (تركيا) · خسر 0–10   | 5                         |
| رامونا بروسيغ | تحت 57 كجم J2 | يشيل يورت (تركيا) · خسر 0–11 | لم تتأهل                    | لم تتأهل        | لم تتأهل        | لم تتأهل                       | لم تتأهل                  | 9                         |

## الكانو
حصلت ألمانيا على مقاعد في البطولات التالية من خلال بطولة العالم للكانو السريع 2023 التي أقيمت في دويسبورغ، ألمانيا.
| الرياضية       | الحدث       | الأدوار التمهيدية | الأدوار التمهيدية | نصف النهائي | نصف النهائي | النهائي | النهائي |
| الرياضية       | الحدث       | الزمن             | الترتيب           | الزمن       | الترتيب     | الزمن   | الترتيب |
| -------------- | ----------- | ----------------- | ----------------- | ----------- | ----------- | ------- | ------- |
| إدينا مولر     | السيدات KL1 | 55.27             | 2 نصف نهائي       | 57.10       | 1 نهائي     | 53.13   | الثالث  |
| أنيا أدلر      | السيدات KL2 | 54.99             | 3 نصف نهائي       | 53.63       | 1 نهائي     | 52.17   | الثالث  |
| فيليسيا لابرير | السيدات KL3 | 50.23             | 2 نصف نهائي       | 48.59       | 1 نهائي     | 48.79   | الثالث  |

## الترياثلون
| الرياضي                         | الحدث      | السباحة | الانتقال 1 | الدراجة | الانتقال 2 | الجري | الزمن الإجمالي | الترتيب |
| ------------------------------- | ---------- | ------- | ---------- | ------- | ---------- | ----- | -------------- | ------- |
| ماكس جيلهار                     | رجال PTS3  | 11:44   | 1:24       | 33:41   | 0:59       | 20:55 | 1:08:43        | الثاني  |
| مارتن شولز                      | رجال PTS5  | 11:27   | 0:52       | 29:35   | 0:40       | 16:45 | 59:19          | الثالث  |
| نيلي لودفيج                     | سيدات PTS2 | 15:30   | 2:18       | 42:49   | 1:18       | 27:33 | 1:29:28        | 8       |
| أنيا رينر المرشدة: ماريا باوليغ | سيدات PTVI | 16:27   | 1:05       | 30:49   | 0:38       | 19:22 | 1:08:21        | الثالث  |
| إلكه فان إنغيلن                 | سيدات PTS4 | 18:18   | 1:54       | 36:29   | 0:51       | 24:18 | 1:21:50        | 10      |

## التجديف
تأهل المجدفون الألمان بالقوارب في كل من الفئات التالية في بطولة العالم للتجديف 2023 في بلغراد، صربيا.
| الرياضي                                                                  | الحدث                                                                         | الأدوار التمهيدية | الأدوار التمهيدية | جولة الترضية | جولة الترضية | النهائي | النهائي |
| الرياضي                                                                  | الحدث                                                                         | الزمن             | الترتيب           | الزمن        | الترتيب      | الزمن   | الترتيب |
| ------------------------------------------------------------------------ | ----------------------------------------------------------------------------- | ----------------- | ----------------- | ------------ | ------------ | ------- | ------- |
| ماركوس كليمب                                                             | التجديف في دورة الألعاب البارالمبية الصيفية 2024 – التجديف الفردي للرجال PR1  | 9:26.88           | 4 ر               | 9:36.29      | 3 المجموعة ب | 9:47.43 | 7       |
| يان هيلمش هيرمين كرومباين                                                | التجديف في دورة الألعاب البارالمبية الصيفية 2024 – التجديف الزوجي المختلط PR3 | 7:12.07           | 1 المجموعة أ      | تقدم تلقائي  | 7:28.31      | الثالث  |         |
| سوزان لاكنر مارك لمبيك فالنتين لوز كاثرين مارشان إنغا ثوني (قائد المركب) | التجديف في دورة الألعاب البارالمبية الصيفية 2024 – الرباعية المختلطة PR3      | 6:56.84           | 2 المجموعة أ      | تقدم تلقائي  | 7:03.17      | 4       |         |

مفاتيح التأهل: FA=النهائي أ (ميدالية)؛ FB=النهائي ب (بدون ميدالية)؛ R=جولة الترضية

## الرماية
شاركت ألمانيا بأربعة رماة باراليين بعد تحقيق أماكن الحصص للأحداث التالية بحكم أفضل نتائجها في كأس العالم 2022 و2023 و2024، وبطولة العالم 2022، وبطولة العالم 2023، وبطولة أوروبا الباراليمبية 2023، وبطولة أوروبا 2024، طالما حصلت على الحد الأدنى من درجة التأهيل (MQS) بحلول 31 مايو 2020.
الرجال
| الرياضي     | الحدث                     | التصفيات | التصفيات | النهائي  | النهائي  |
| الرياضي     | الحدث                     | النقاط   | الترتيب  | النقاط   | الترتيب  |
| ----------- | ------------------------- | -------- | -------- | -------- | -------- |
| توبياس ماير | P1 – 10 مترمسدس هوائي SH1 | 558      | 15       | لم يتأهل | لم يتأهل |

السيدات
| الرياضية       | الحدث                         | التصفيات | التصفيات | النهائي | النهائي |
| الرياضية       | الحدث                         | النقاط   | الترتيب  | النقاط  | الترتيب |
| -------------- | ----------------------------- | -------- | -------- | ------- | ------- |
| ناتاشا هيلتروب | R8 – 50 متربندقية 3 أوضاع SH1 | 1160     | 6 تأهل   | 456.5   | الأول   |

مختلط
| الرياضي        | الحدث                                     | التصفيات | التصفيات | النهائي  | النهائي  |
| الرياضي        | الحدث                                     | النقاط   | الترتيب  | النقاط   | الترتيب  |
| -------------- | ----------------------------------------- | -------- | -------- | -------- | -------- |
| ناتاشا هيلتروب | R3 – 10 متربندقية هوائية وضع الانبطاح SH1 | 633.6    | 9        | لم تتأهل | لم تتأهل |
| تجارك ليستمان  | R3 – 10 متربندقية هوائية وضع الانبطاح SH1 | 632.5    | 13       | لم تتأهل | لم تتأهل |
| موريتز مويبوس  | R5 – 10 متربندقية وضع الانبطاح SH2        | 628.9    | 31       | لم تتأهل | لم تتأهل |
| ناتاشا هيلتروب | R6 – 50 متربندقية وضع الانبطاح SH1        | 626.3    | 2 تأهل   | 250.2 PR | الأول    |
| كليف يونكر     | R6 – 50 متربندقية وضع الانبطاح SH1        | 608.1    | 34       | لم تتأهل | لم تتأهل |
| موريتز مويبوس  | R9 – 50 متربندقية وضع الانبطاح SH2        | 619.9    | 14       | لم تتأهل | لم تتأهل |
| توبياس ماير    | P4 – 50 مترمسدس SH1                       | 530      | 13       | لم تتأهل | لم تتأهل |

## الكرة الطائرة بوضعية الجلوس
تأهل منتخب ألمانيا للرجال للكرة الطائرة بوضعية الجلوس للمنافسة باعتباره الفريق غير المؤهل الأعلى تصنيفاً في كأس العالم للكرة الطائرة بوضعية الجلوس 2023.
| الفريق       | الحدث        | دور المجموعات      | دور المجموعات      | دور المجموعات   | دور المجموعات | نصف النهائي             | النهائي         | الترتيب |
| الفريق       | الحدث        | المنافس النتيجة    | المنافس النتيجة    | المنافس النتيجة | الترتيب       | المنافس النتيجة         | المنافس النتيجة | الترتيب |
| ------------ | ------------ | ------------------ | ------------------ | --------------- | ------------- | ----------------------- | --------------- | ------- |
| ألمانيا رجال | بطولة الرجال | البرازيل · فاز 3–0 | أوكرانيا · فاز 3–1 | إيران · خسر 0–3 | 2 تأهل        | البوسنة والهرسك خسر 0–3 | مصر خسر 2–3     | 4       |

## السباحة
حصلت ألمانيا على ستة حصص في بطولة العالم للسباحة البارالمبية 2023 بعد حصولها على المركزين الأول والثاني في منافسات فئة البارالمبية.
الرجال
| الرياضي          | الحدث                  | الأدوار التمهيدية | الأدوار التمهيدية | النهائي  | النهائي  |
| الرياضي          | الحدث                  | النتيجة           | الترتيب           | النتيجة  | الترتيب  |
| ---------------- | ---------------------- | ----------------- | ----------------- | -------- | -------- |
| مالتي براونشفايغ | 50 مترحرة S9           | 26.56             | 13                | لم يتأهل | لم يتأهل |
| مالتي براونشفايغ | 100 مترفراشة S9        | 1:02.02           | 8 تأهل            | 1:01.26  | 6        |
| تاليسو إنجل      | 50 مترحرة S13          | 24.72             | 11                | لم يتأهل | لم يتأهل |
| تاليسو إنجل      | 100 مترصدر SB13        | 1:01.84 WR        | 1 تأهل            | 1:01.90  | الأول    |
| تاليسو إنجل      | 200 متررباعي فردي SM13 | DQ                | DQ                | DQ       | DQ       |
| فيليب هبمولر     | 100 مترظهر S13         | 1:05.88           | 13                | لم يتأهل | لم يتأهل |
| فيليب هبمولر     | 100 مترصدر SB13        | 1:11.15           | 10                | لم يتأهل | لم يتأهل |
| فيليب هبمولر     | 100 مترفراشة S13       | 1:01.48           | 12                | لم يتأهل | لم يتأهل |
| فيليب هبمولر     | 200 متررباعي فردي SM13 | 2:20.25           | 9                 | لم يتأهل | لم يتأهل |
| جوزيا توف        | 50 مترحرة S3           | 49.11             | 5 تأهل            | 45.61    | الثالث   |
| جوزيا توف        | 200 مترحرة S3          | 3:51.11           | 6 تأهل            | 3:41.04  | 5        |
| جوزيا توف        | 50 مترظهر S3           | 49.14             | 3 تأهل            | 47.06    | الثاني   |
| جوزيا توف        | 150 متررباعي فردي SM3  | 3:11.99           | 2 تأهل            | 3:00.16  | الأول    |
| موريس فيتيكام    | 100 مترصدر SB9         | 1:07.79           | 2 تأهل            | 1:07.04  | الثالث   |
| موريس فيتيكام    | 200 متررباعي فردي SM9  | 2:21.71           | 4 تأهل            | 2:20.60  | 6        |

السيدات
| الرياضية           | الحدث                  | الأدوار التمهيدية | الأدوار التمهيدية | النهائي    | النهائي  |
| الرياضية           | الحدث                  | النتيجة           | الترتيب           | النتيجة    | الترتيب  |
| ------------------ | ---------------------- | ----------------- | ----------------- | ---------- | -------- |
| جينا بوتشر         | 100 مترحرة S5          | 1:33.28           | 11                | لم تتأهل   | لم تتأهل |
| جينا بوتشر         | 50 مترظهر S4           | —                 | 51.40             | الثاني     |          |
| جينا بوتشر         | 50 مترصدر SB3          | 1:12.89           | 11                | لم تتأهل   | لم تتأهل |
| جينا بوتشر         | 150 متررباعي فردي SM4  | 2:58.49           | 3 تأهل            | 2:57.44    | 4        |
| يوهانا دولر        | 400 مترحرة S13         | 5:10.84           | 9                 | لم تتأهل   | لم تتأهل |
| يوهانا دولر        | 100 مترصدر SB13        | 1:30.47           | 10                | لم تتأهل   | لم تتأهل |
| يوهانا دولر        | 200 متررباعي فردي SM13 | 2:51.33           | 12                | لم تتأهل   | لم تتأهل |
| إلينا كرافزو       | 50 مترحرة S13          | 28.18             | 7 تأهل            | 27.98      | 6        |
| إلينا كرافزو       | 100 مترصدر SB12        | 1:13.19 PR        | 1 تأهل            | 1:12.54 WR | الأول    |
| ميرا جين ماك       | 400 مترحرة S8          | 5:19.92           | 9                 | لم تتأهل   | لم تتأهل |
| ميرا جين ماك       | 100 مترظهر S8          | 1:19.69           | 3 تأهل            | 1:18.36    | الثالث   |
| ميرا جين ماك       | 200 متررباعي فردي SM8  | 3:05.39           | 12                | لم تتأهل   | لم تتأهل |
| تانيا شولز         | 50 مترحرة S4           | 40.99             | 3 تأهل            | 40.75      | الثاني   |
| تانيا شولز         | 100 مترحرة S5          | 1:25.78 PR        | 5 تأهل            | 1:27.07    | 6        |
| تانيا شولز         | 200 مترحرة S5          | 3:08.53 PR        | 8 تأهل            | 3:10.27    | 8        |
| تانيا شولز         | 150 متررباعي فردي SM4  | 2:55.89           | 2 تأهل            | 2:51.31 PR | الأول    |
| فيرينا شوت         | 50 مترحرة S6           | 38.92             | 12                | لم تتأهل   | لم تتأهل |
| فيرينا شوت         | 100 مترظهر S6          | 1:31.38           | 7 تأهل            | 1:31.71    | 7        |
| فيرينا شوت         | 100 مترصدر SB5         | 1:53.87           | 6 تأهل            | 1:49.35    | 5        |
| فيرينا شوت         | 50 مترفراشة S6         | 41.07             | 10                | لم تتأهل   | لم تتأهل |
| فيرينا شوت         | 200 متررباعي فردي SM6  | 3:21.73           | 7 تأهل            | 3:15.11    | 7        |
| ناومي مايكي شوارتز | 50 مترحرة S13          | 28.81             | 14                | لم تتأهل   | لم تتأهل |
| ناومي مايكي شوارتز | 100 مترحرة S12         | 1:02.99           | 5 تأهل            | 1:02.73    | 7        |
| ناومي مايكي شوارتز | 100 مترظهر S12         | 1:16.97           | 8 تأهل            | 1:15.08    | 8        |

## تنس الطاولة
شاركت ألمانيا بثمانية رياضيين في دورة الألعاب البارالمبية. تأهل توماس شميدبرغر وفالنتين باوس للألعاب بفضل نتائج الميداليات الذهبية في فئتيهما، من خلال بطولة أوروبا البارالمبية لعام 2023 التي أقيمت في شفيلد، بريطانيا العظمى؛ في حين تأهل الرياضيون الستة الآخرون للألعاب من خلال تخصيصات التصنيف العالمي النهائي للاتحاد الدولي لتنس الطاولة.
الرجال
| الرياضي                      | الحدث     | دور الـ32     | دور الـ16                                        | ربع النهائي                           | نصف النهائي                            | النهائي / BM                       | النهائي / BM |
| الرياضي                      | الحدث     | الخصم النتيجة | الخصم النتيجة                                    | الخصم النتيجة                         | الخصم النتيجة                          | الخصم النتيجة                      | الترتيب      |
| ---------------------------- | --------- | ------------- | ------------------------------------------------ | ------------------------------------- | -------------------------------------- | ---------------------------------- | ------------ |
| توماس شميدبيرغر              | فردي C3   | تقدم تلقائي   | بيترونيف (أوكرانيا) · ‘’’ف’’’ 3–1                | ميرين (فرنسا) · ‘’’ف’’’ 3–0           | غلينبانشون (تايلاند) · ‘’’ف’’’ 3–0     | فينغ (الصين) · ‘’’خ’’’ 0–3         | الثاني       |
| توماس بروشلِه                 | فردي C3   | تقدم تلقائي   | رودريغيز (إسبانيا) · ‘’’ف’’’ 3–0                 | فينغ (الصين) · ‘’’خ’’’ 1–3            | لم يتأهل                               | لم يتأهل                           | لم يتأهل     |
| فالنتين باوس                 | فردي C5   | —             | تقدم تلقائي                                      | أوزترك (تركيا) · ‘’’خ’’’ 2–3          | لم يتأهل                               | لم يتأهل                           | لم يتأهل     |
| توماس راو                    | فردي C6   | —             | تشن (الصين) · ‘’’ف’’’ 3–0                        | روزنماير (الدنمارك) · ‘’’خ’’’ 2–3     | لم يتأهل                               | لم يتأهل                           | لم يتأهل     |
| بيورن شناكه                  | فردي C7   | —             | لياوه (الصين) · ‘’’ف’’’ 3–0                      | بايلي (بريطانيا العظمى) · ‘’’خ’’’ 1–3 | لم يتأهل                               | لم يتأهل                           | لم يتأهل     |
| فالنتين باوس توماس شميدبيرغر | زوجي MD8  | —             | ناخاذل / · سفاتوش (جمهورية التشيك) · ‘’’ف’’’ 3–0 | ليو / · تشاي (الصين) · ‘’’ف’’’ 3–2    | أوزترك / · توران (تركيا) · ‘’’ف’’’ 3–2 | كاو / · فينغ (الصين) · ‘’’خ’’’ 0–3 | الثاني       |
| توماس راو بيورن شناكه        | زوجي MD14 | —             | بايلي / · بيري (بريطانيا العظمى) · ‘’’خ’’’ 0–3   | لم يتأهل                              | لم يتأهل                               | لم يتأهل                           | لم يتأهل     |

السيدات
| الرياضية                    | الحدث       | دور الـ16                                  | ربع النهائي                                             | نصف النهائي                            | النهائي / BM                           | النهائي / BM |
| الرياضية                    | الحدث       | الخصم النتيجة                              | الخصم النتيجة                                           | الخصم النتيجة                          | الخصم النتيجة                          | الترتيب      |
| --------------------------- | ----------- | ------------------------------------------ | ------------------------------------------------------- | -------------------------------------- | -------------------------------------- | ------------ |
| يانا شبيغل                  | فردي C1–2   | سليمان (مصر) · ‘’’ف’’’ 3–0                 | سيو (كوريا الجنوبية) · ‘’’خ’’’ 0–3                      | لم تتأهل                               | لم تتأهل                               | لم تتأهل     |
| ساندرا ميكولاشيك            | فردي C4     | تقدم تلقائي                                | فوتييه (فرنسا) · ‘’’ف’’’ 3–0                            | غو (الصين) · ‘’’ف’’’ 3–1               | بيريتش-رانكوفيتش (صربيا) · ‘’’ف’’’ 3–1 | الأول        |
| ستيفاني غريبه               | فردي C6     | تقدم تلقائي                                | ألييفا (الرياضيون البارالمبيون المحايدين) · ‘’’خ’’’ 0–3 | لم تتأهل                               | لم تتأهل                               | لم تتأهل     |
| يوليانه فولف                | فردي C8     | تقدم تلقائي                                | آرلوي (المجر) · ‘’’ف’’’ 3–1                             | دالن (النرويج) · ‘’’خ’’’ 0–3           | لم تتأهل                               | الثالث       |
| ساندرا ميكولاشيك يانا شبيغل | الزوجي WD10 | كانغ / · لي (كوريا الجنوبية) · ‘’’خ’’’ 2–3 | لم يتأهلن                                               | لم يتأهلن                              | لم يتأهلن                              | لم يتأهلن    |
| ستيفاني غريبه يوليانه فولف  | الزوجي WD14 | —                                          | كايّو / · أوتيير (فرنسا) · ‘’’ف’’’ 3–1                   | دالن / · تفيتن (النرويج) · ‘’’ف’’’ 3–2 | هوانغ / · جين (الصين) · ‘’’خ’’’ 1–3    | الثاني       |

مختلط
| الرياضي                       | الحدث       | دور الـ32                                   | دور الـ16                                          | ربع النهائي                                  | نصف النهائي   | النهائي / BM  | النهائي / BM |
| الرياضي                       | الحدث       | الخصم النتيجة                               | الخصم النتيجة                                      | الخصم النتيجة                                | الخصم النتيجة | الخصم النتيجة | الترتيب      |
| ----------------------------- | ----------- | ------------------------------------------- | -------------------------------------------------- | -------------------------------------------- | ------------- | ------------- | ------------ |
| فالنتين باوس يانا شبيغل       | الزوجي XD7  | تقدم تلقائي                                 | كيم / · لي (كوريا الجنوبية) · ‘’’خ’’’ 1–3          | لم يتأهل                                     | لم يتأهل      | لم يتأهل      | لم يتأهل     |
| توماس بروشلِه ساندرا ميكولاشيك | الزوجي XD7  | تقدم تلقائي                                 | ماثيوز / · شاكلتون (بريطانيا العظمى) · ‘’’ف’’’ 3–0 | غلينبانشون / · جايون (تايلاند) · ‘’’خ’’’ 2–3 | لم يتأهل      | لم يتأهل      | لم يتأهل     |
| توماس راو يوليانه فولف        | الزوجي XD17 | زوهيل / · لوتشيتش (كرواتيا) · ‘’’خ’’’ 0–3   | لم يتأهل                                           | لم يتأهل                                     | لم يتأهل      | لم يتأهل      | لم يتأهل     |
| بيورن شناكه ستيفاني غريبه     | الزوجي XD17 | مونتانوس / · فان زون (هولندا) · ‘’’خ’’’ 0–3 | لم يتأهل                                           | لم يتأهل                                     | لم يتأهل      | لم يتأهل      | لم يتأهل     |

## كرة السلة على الكراسي المتحركة
تأهل منتخب ألمانيا للرجال ومنتخب ألمانيا للسيدات للمشاركة في البطولة بفضل نتائجهم التي احتلوا بها المراكز الأربعة الأولى، على التوالي، في بطولة إعادة التأهل للرجال 2024 في أنتيب، فرنسا؛ وبطولة إعادة التأهل للسيدات 2024 في أوساكا، اليابان.

### الملخص
| الفريق        | الحدث        | دور المجموعات                  | دور المجموعات         | دور المجموعات        | دور المجموعات | ربع النهائي           | نصف النهائي                   | النهائي                       | الترتيب |
| الفريق        | الحدث        | الخصم النتيجة                  | الخصم النتيجة         | الخصم النتيجة        | الترتيب       | الخصم النتيجة         | الخصم النتيجة                 | الخصم النتيجة                 | الترتيب |
| ------------- | ------------ | ------------------------------ | --------------------- | -------------------- | ------------- | --------------------- | ----------------------------- | ----------------------------- | ------- |
| رجال ألمانيا  | دورة الرجال  | بريطانيا العظمى ‘’’خ’’’ 55–76  | فرنسا ‘’’ف’’’ 72–64   | كندا ‘’’خ’’’ 52–68   | 3             | إسبانيا ‘’’ف’’’ 57–49 | بريطانيا العظمى ‘’’خ’’’ 43–71 | كندا ‘’’ف’’’ 75–62            | الثالث  |
| سيدات ألمانيا | دورة السيدات | الولايات المتحدة ‘’’خ’’’ 44–73 | اليابان ‘’’ف’’’ 67–55 | هولندا ‘’’خ’’’ 48–68 | 3             | كندا ‘’’خ’’’ 53–71    | إسبانيا ‘’’ف’’’ 51–45         | بريطانيا العظمى ‘’’خ’’’ 39–48 | 6       |

## المبارزة على الكراسي المتحركة
تأهل موريس شميت للمنافسة.
| الرياضي    | الحدث                          | دور الـ32     | دور الـ16                                 | ربع النهائي                    | نصف النهائي                  | إعادة تأهيل 1                  | إعادة تأهيل 2                     | إعادة تأهيل 3 | إعادة تأهيل 4 | النهائي / BM                            | النهائي / BM |
| الرياضي    | الحدث                          | الخصم النتيجة | الخصم النتيجة                             | الخصم النتيجة                  | الخصم النتيجة                | الخصم النتيجة                  | الخصم النتيجة                     | الخصم النتيجة | الخصم النتيجة | الخصم النتيجة                           | الترتيب      |
| ---------- | ------------------------------ | ------------- | ----------------------------------------- | ------------------------------ | ---------------------------- | ------------------------------ | --------------------------------- | ------------- | ------------- | --------------------------------------- | ------------ |
| موريس شميت | سيف الشيش فردي رجال – فئة أ    | إعفاء         | مانكو (أوكرانيا) · ‘’’خ’’’ 7–15           | لم يتأهل                       | لم يتأهل                     | بيندر (بولندا) · ‘’’ف’’’ 15–13 | دي روسي (إيطاليا) · ‘’’خ’’’ 11–15 | لم يتأهل      | لم يتأهل      | لم يتأهل                                | لم يتأهل     |
| موريس شميت | سيف المبارزة فردي رجال – فئة أ | غ/م           | شونوفير (الولايات المتحدة) · ‘’’ف’’’ 15–3 | أوسفاث (المجر) · ‘’’ف’’’ 15–10 | تيان (الصين) · ‘’’ف’’’ 15–12 | غ/م                            | غ/م                               | غ/م           | غ/م           | جيليفر (بريطانيا العظمى) · ‘’’ف’’’ 15–8 | الأول        |

## الرجبي على الكراسي المتحركة
تأهلت ألمانيا للمنافسة في الألعاب البارالمبية، بفضل نتائج فرقها الثلاثة الأعلى تصنيفًا، في بطولة التصفيات البارالمبية 2024 في ويلينغتون، نيوزيلندا.
الترتيب
| الفريق  | دور المجموعات     | دور المجموعات  | دور المجموعات              | دور المجموعات | نصف النهائي     | النهائي            | الترتيب |
| الفريق  | الخصم النتيجة     | الخصم النتيجة  | الخصم النتيجة              | الترتيب       | الخصم النتيجة   | الخصم النتيجة      | الترتيب |
| ------- | ----------------- | -------------- | -------------------------- | ------------- | --------------- | ------------------ | ------- |
| ألمانيا | اليابان خسر 44–55 | كندا خسر 47–54 | الولايات المتحدة خسر 47–57 | 4             | فرنسا خسر 48–54 | الدنمارك خسر 49–56 | 8       |

## كرة المضرب على الكراسي المتحركة
تأهلت كاتارينا كروجر للمشاركة في المسابقة.
| الرياضية      | الحدث        | دور الـ32                       | دور الـ16        | ربع النهائي      | نصف النهائي      | النهائي / BM     | النهائي / BM |
| الرياضية      | الحدث        | المنافسة النتيجة                | المنافسة النتيجة | المنافسة النتيجة | المنافسة النتيجة | المنافسة النتيجة | الترتيب      |
| ------------- | ------------ | ------------------------------- | ---------------- | ---------------- | ---------------- | ---------------- | ------------ |
| كاثرينا كروغر | فردي السيدات | دي خروت (هولندا) · خسر 1–6، 0–6 | لم تتأهل         | لم تتأهل         | لم تتأهل         | لم تتأهل         | لم تتأهل     |